# Salomon Hirzel (Politiker)

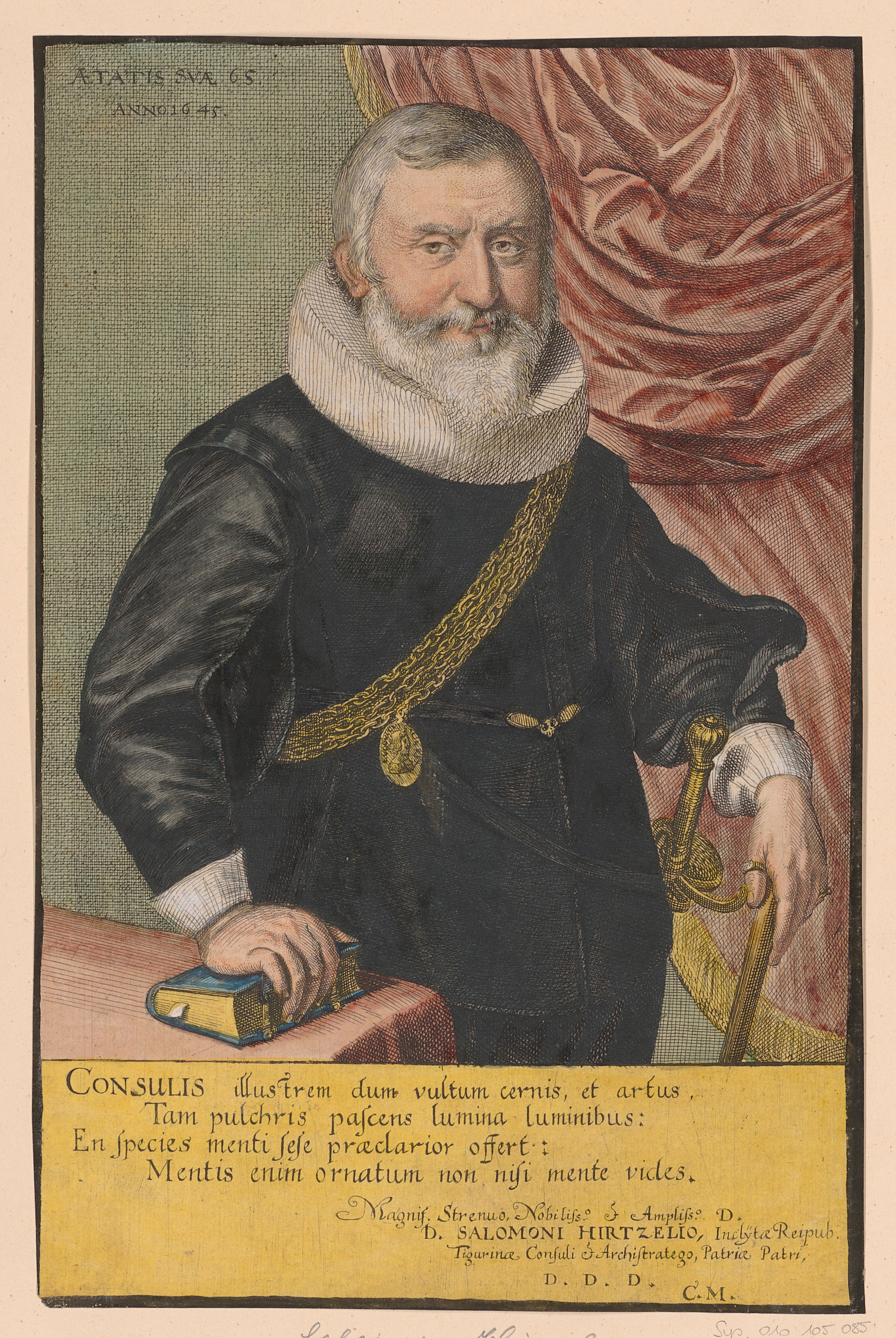
Bürgermeister Salomon Hirzel (1580–1652), Porträt von Conrad Meyer

Salomon Hirzel (* 8. August 1580 in Zürich; † 24. Juni 1652 ebenda) war ein Zürcher Tuchhändler, Bürgermeister und Diplomat.

## Leben
Salomon Hirzel war der Sohn des Zürcher Tuchhändlers Salomon Hirzel (* 1544; † 1601), der als Schultheiss am Zürcher Stadtgericht und Statthalter wirkte und 1586 bis 1592 Vogt von Küsnacht, 1594 bis 1600 Vogt von Wädenswil war. Seine Mutter Regula Rollenbutz war ihrerseits Tochter eines wohlhabenden Tuchhändlers, der zudem als Amtmann am Oetenbach wirkte. 1595 heiratete Salomon Hirzel, zunächst als Tuchhändler und Grosskaufmann im väterlichen Geschäft, die Tochter eines Zürcher Schultheissen, Elisabeth Keller. Nach deren Tod ging er 1627 seine zweite Ehe mit Küngolt Meyer von Knonau ein, deren Vater, Junker Bernhard Meyer von Knonau, Amtmann von Winterthur war. Aus den beiden Ehen gingen fünfzehn Kinder hervor, darunter der Zunftmeister zur Saffran Hans Jakob Hirzel, der Statthalter Salomon Hirzel d. J., der Zunftmeister und Bürgermeister Hans Caspar Hirzel sowie der Zunftmeister und Obervogt zu Meilen, Hans Heinrich Hirzel.
Mit seiner 1609 erfolgten Wahl zum Zwölfer der Zunft zur Saffran trat Hirzel eine politische Karriere an, die ihn in die einflussreichsten Ämter der Republik Zürich führte. 1612 zum Zunftmeister gewählt, hatte er zugleich das Amt als Obervogt von Rümlang inne. 1616 bis 1618 vertrat er als Gesandter übers Gebirg Zürcher Interessen bei den Jahrrechnungen der Tessiner Vogteien. Seine herausragenden kaufmännisch-ökonomischen Kenntnisse kamen auch seiner politischen Tätigkeit zugute: Er war Mitglied einer Reformkommission zur Sanierung der städtischen Verwaltung, wirkte als Rechenherr, Statthalter und Bauherr. 1627 setzte ihn der Rat durch einstimmige Wahl als Säckelmeister ein. In diesem Amt führte Hirzel mehrere Massnahmen zur Bewältigung der zu dieser Zeit hohen Verschuldung der Stadt Zürich ein, darunter auch einen Zoll auf den Export verarbeiteter Seide und Wolle. Einen zuletzt noch offenen Betrag von 340'000 Pfund stellte er der Stadt aus seinem privaten Vermögen zur Verfügung. Gemäss seinem Sohn Hans Caspar lag Salomon Hirzels besondere Leistung darin, dass sich «das gemeine Gut unter seiner Leitung reichlich und auf solche Weise vermehrt» habe, «dass eine namhafte Summe, ja, beinahe alle Schulden der Stadt abgelöst werden, das Zeughaus mit einem ansehnlichen Vorrat geäuffnet und noch darüber hinaus ein bedeutender Gewinn gemacht werden konnte.»

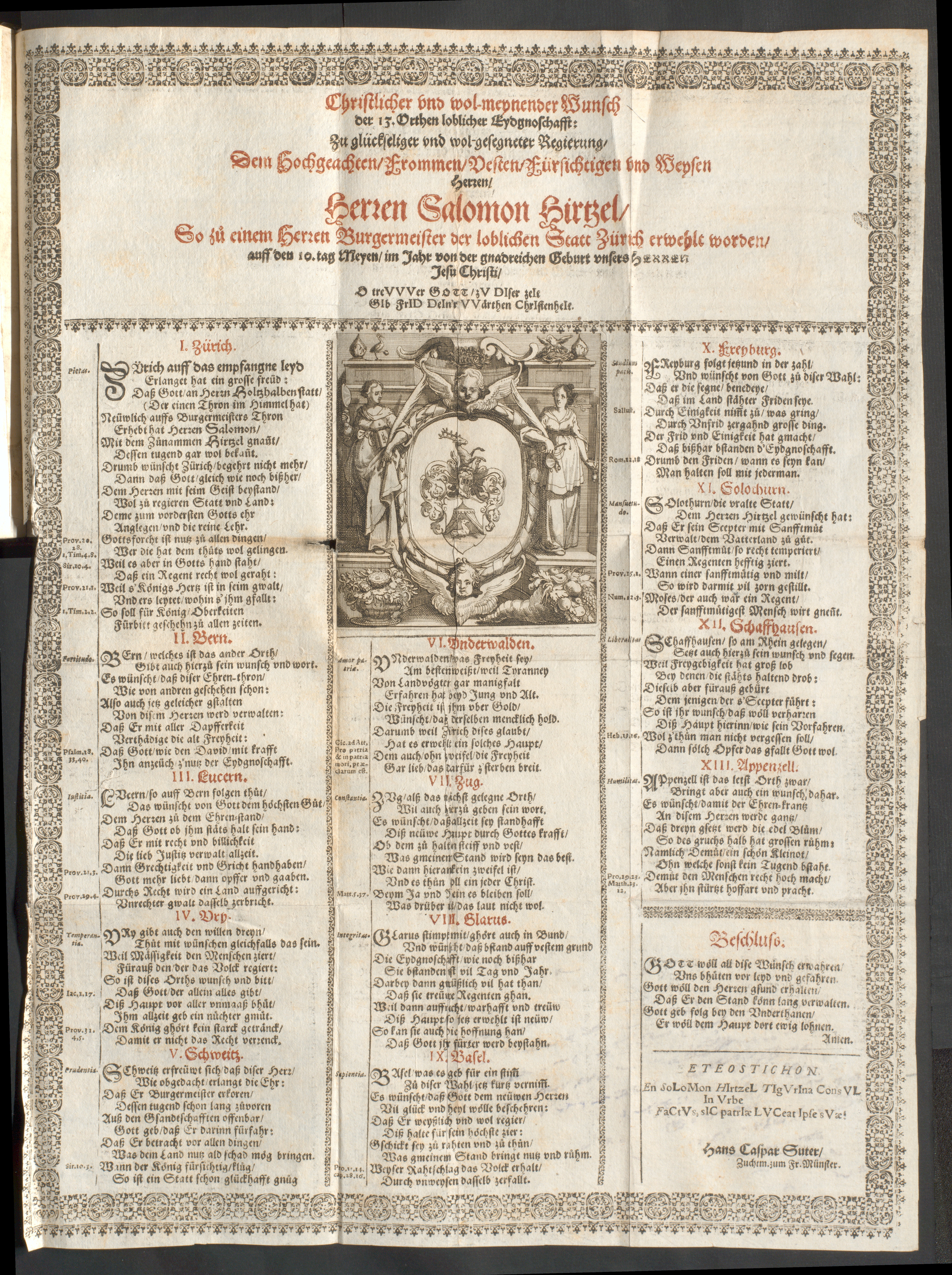
Hans Caspar Suter: Gratulationsgedicht zur Wahl des Bürgermeisters Salomon Hirzel (1637)

Hirzels finanzpolitische Tätigkeit wurde dabei durch weitere Aufgaben ergänzt, die in den Bereichen der Verwaltung und des Militärs lagen. So stand er als Reichsvogt dem Malefiz-Gericht vor, war Oberstleutnant des Stadtpanners, Oberkurator der Bürgerbibliothek und Mitglied des geheimen Kriegs- und Standesrates. 1637 wurde er – erneut einstimmig – zum Bürgermeister gewählt. Der grösste Teil seiner Regierungszeit fiel in die Zeit des Dreissigjährigen Kriegs, der mit Durchreisen fremder Truppen in der Eidgenossenschaft und der verzweifelten Situation in Graubünden auch für das reformierte Zürich ernst zu nehmende Gefährdungen mit sich brachte. Hirzel, der zeitgenössisch den Beinamen «der Weise» trug, stand für eine strikte Neutralität ein, die den Frieden erhalten und weiterhin den Handel mit allen beteiligten Parteien gewährleisten sollte:
«Wenn man zwischen Frankreich und dem Kaiser wählen muss, so ist es am besten, dem mittleren Weg den Vorzug zu geben, nämlich dem einer fortgesetzten Neutralität, die, wie es der Name sagt, der einen und der anderen Partei gegenüber gleich und ohne Bevorzugung gehalten werde und bei der nicht nur die österreichische Erbeinigung, sondern auch der französische Bund nicht ausser Kraft gesetzt, sondern genau beobachtet werden. Diese Neutralität aufzugeben, wäre um so weniger verantwortungsvoll, da die vereinigte lobenswerte Eidgenossenschaft der dreizehn und zugewandten Orte dieselbe schon Anno 1632 einhellig angenommen haben und seither – was bis heute schriftlich und mündlich öffentlich verlautbart wurde – beschlossen hat, allen Beteiligten gegenüber unterschiedslos zu berücksichtigen. Kraft des Gebots der Neutralität soll der freie Handel und Wandel, worum es dabei auch gehe, der einen Partei wie der anderen gestattet werden, und soll dadurch eine Gleichheit entstehen, die es erlaubt, allen künftigen Ungelegenheiten und besonders den gefährlichen Anschuldigungen der Voreingenommenheit und Parteilichkeit vorzubeugen.»
Ausserdem setzte er den erst im 18. Jahrhundert abgeschlossenen Bau einer neuen Stadtbefestigung nach den Plänen von Hans Georg Werdmüller und Johannes Ardüser durch und erteilte den Auftrag zur Anfertigung von Landkarten des Zürcher Gebietes durch den Kartographen Hans Conrad Gyger.
Im Rahmen seiner politischen Tätigkeit führte Salomon Hirzel eine Vielzahl diplomatischer Missionen durch, die ihn unter anderem 1623 zu Erzherzog Leopold von Oesterreich, 1634 zur Verhandlung neu eingeführter Zölle und Anmahnung ausstehender Zürcher Pensionen nach Paris zu König Ludwig XIII. oder auch zum Herzog von Württemberg führten. Als Gesandter der Stadt Zürich nahm er an über 200 eidgenössischen Tagsatzungen teil. Seinen Nachkommen hinterliess er nebst einem beträchtlichen Vermögen die 1641 erworbene Gerichtsherrschaft Altikon, mehrere Stadthäuser (Haus zur Haue, Haus zum Schlegel, Haus zur Treu, Haus zum Rotenfahnen, Haus zum Kuckuck, Haus zum Gwölb), das Gut auf dem Geissbühl, Stadelhofen und ein Gütlein in «Rengg». Er tätigte grosszügige wohltätige Vergabungen und richtete ein Stipendium für mittellose Studenten seines Geschlechts und aus anderen Zürcher Familien ein.

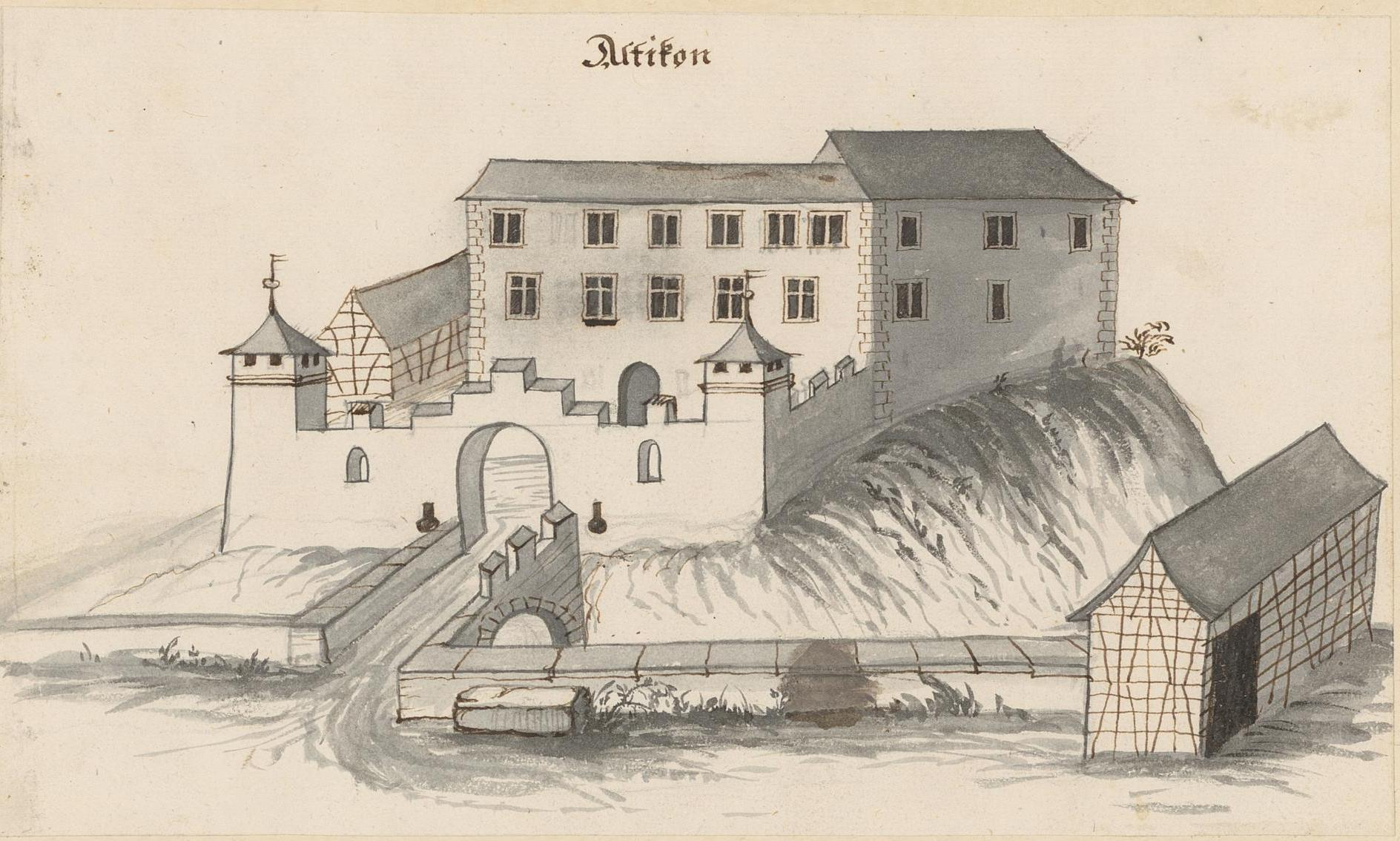
Schloss Altikon, Ansicht aus dem 17. Jahrhundert
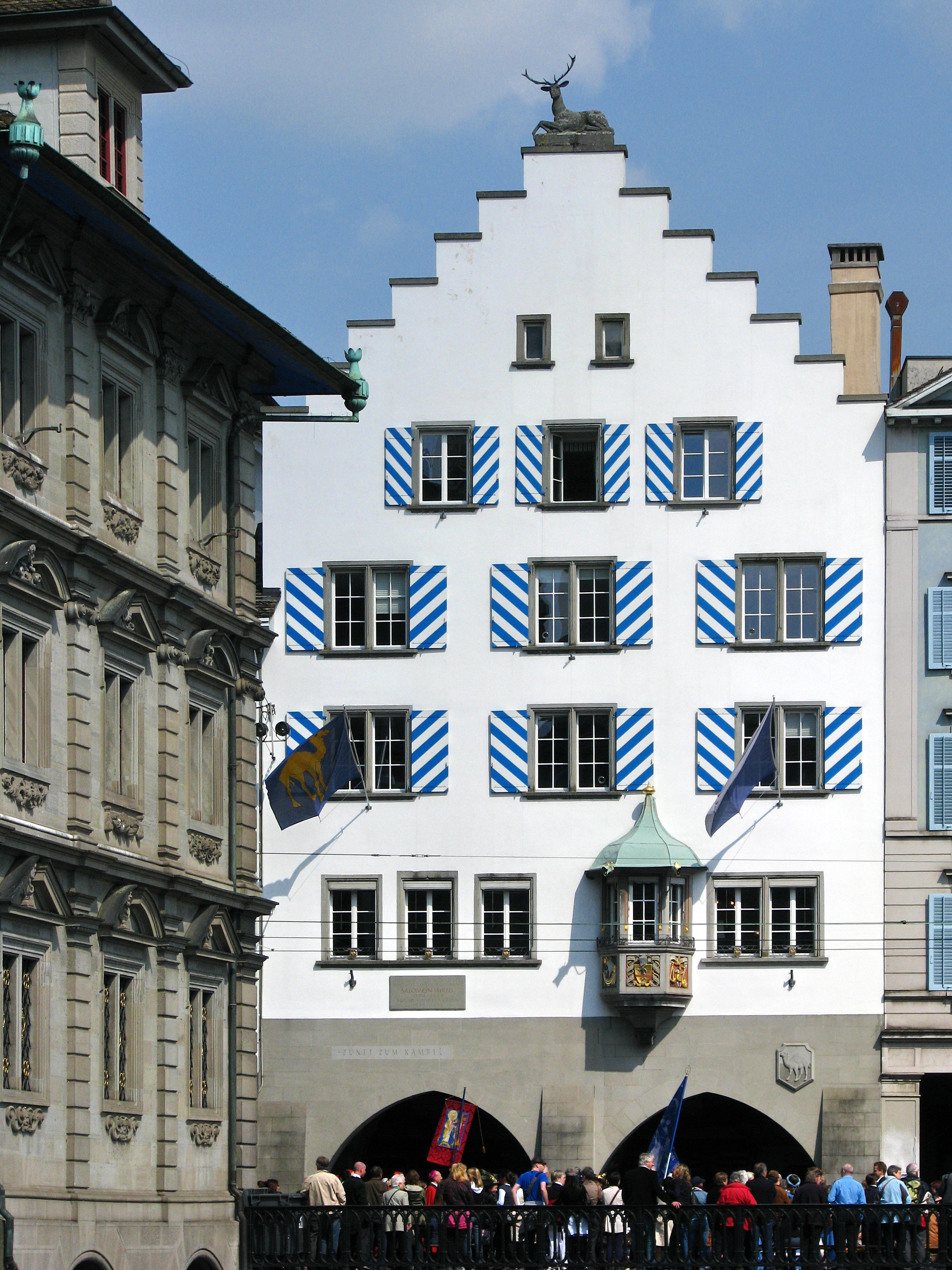
Salomon Hirzels Stammhaus «zur Haue» am Zürcher Limmatquai
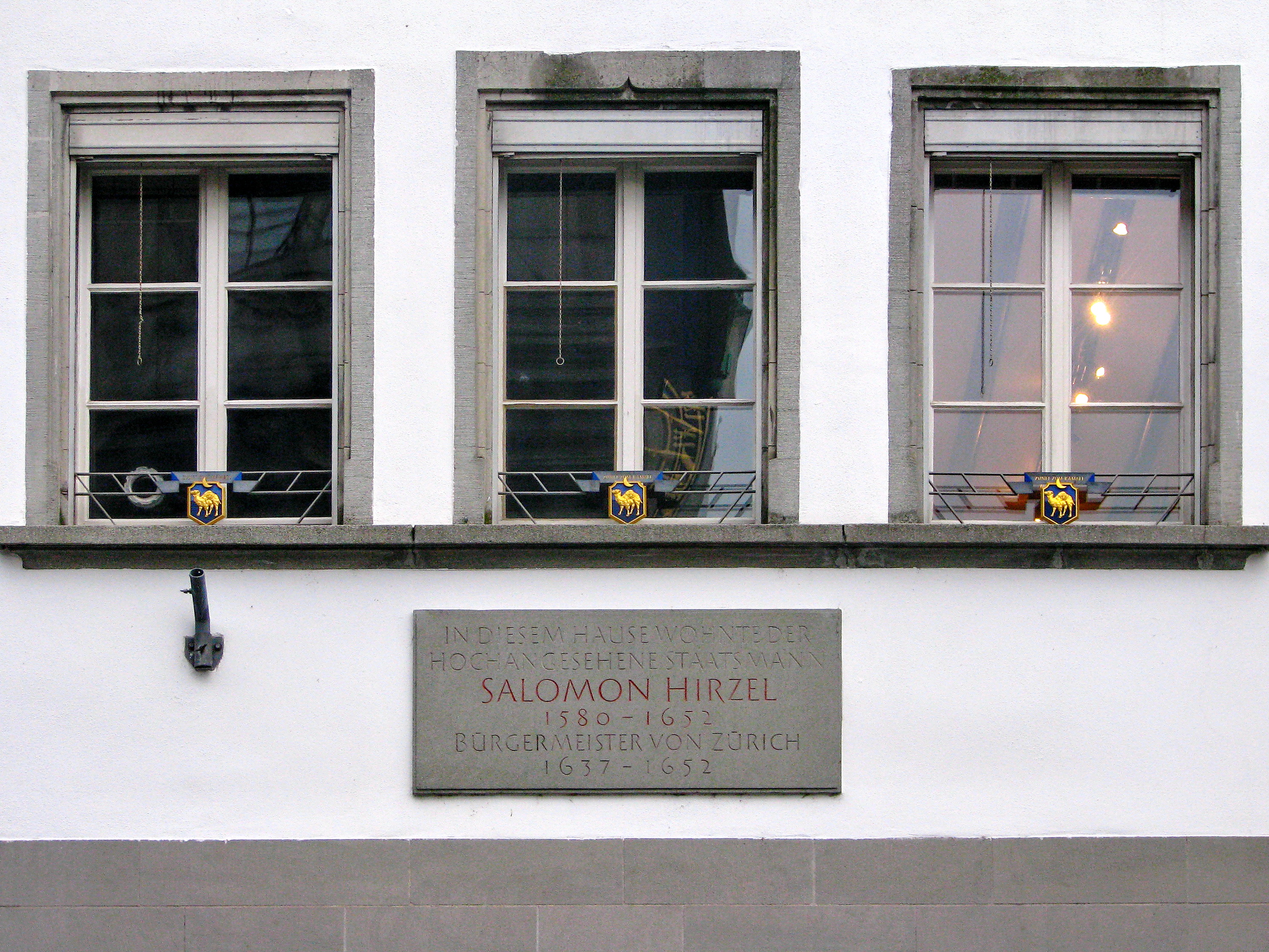
Erinnerungstafel am Haus «zur Haue»
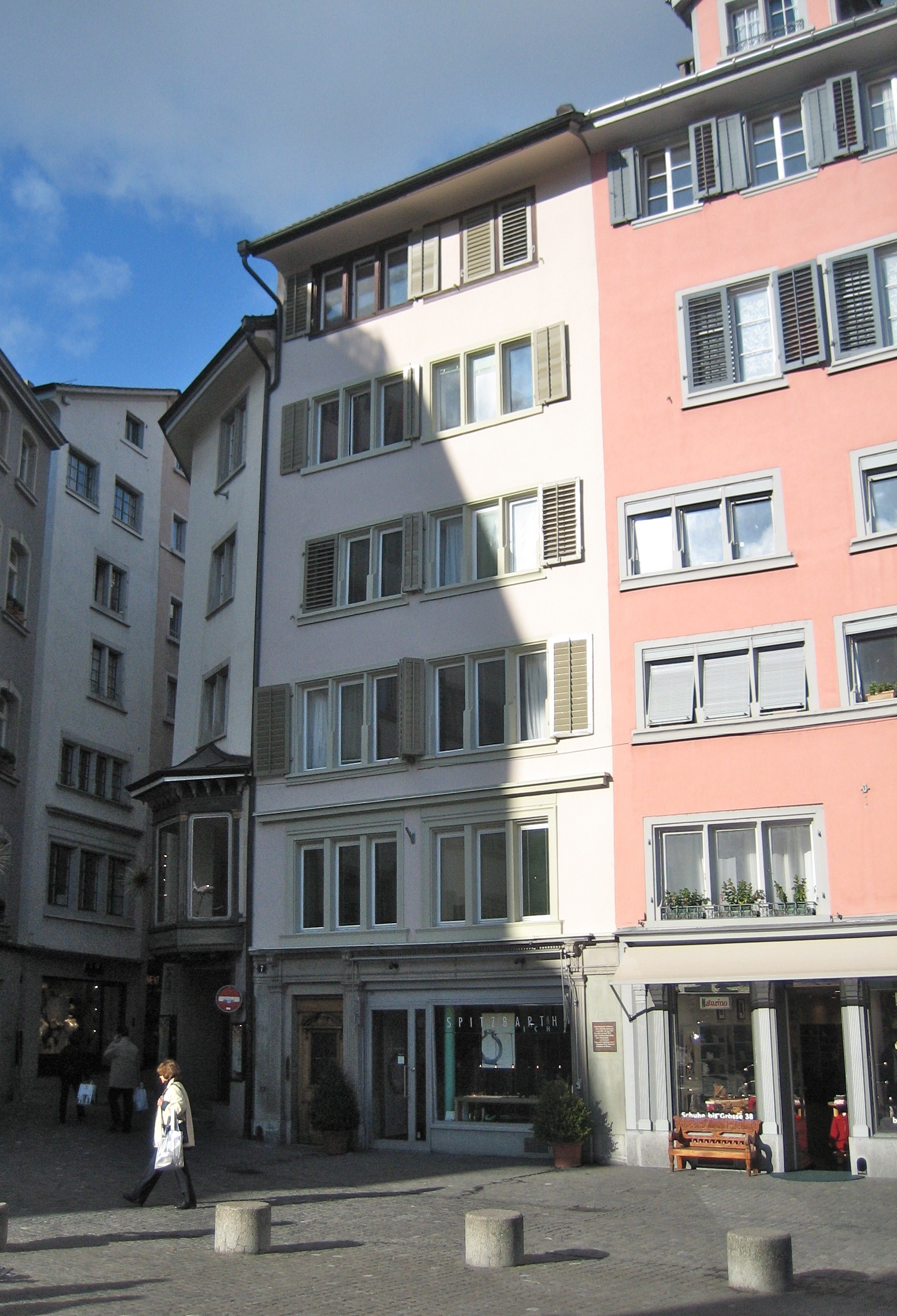
Haus «zum Gwölb» am Zürcher Weinplatz